# Boelenslaan
Boelenslaan (en frison : Boelensloane) est un village de la commune néerlandaise d'Achtkarspelen, dans la province de Frise.

## Géographie
Le village est situé dans l'est de la Frise, près de la province de Groningue, à 6 km au nord de Drachten.

## Histoire
En 1852, une église est construite, autour de laquelle se développe le village qui prend le nom de son fondateur, M. Boelens, auquel on a adjoint le suffixe laan (« avenue »).

## Démographie
Le 1er janvier 2018, le village comptait 1 165 habitants.